# Convento de las Mínimas (Mora de Ebro)
El monasterio del Sagrado Corazón de Jesús o convento de las Mínimas es un establecimiento conventual de la Familia mínima. Está protegido como bien cultural de interés local, y se ubica dentro de la población de Mora de Ebro, Calle del Convento y hasta la plaza de la Venerable Sor Filomena Ferrer.

## Edificios
Se trata del monasterio de las monjas Mínimas, formado por la iglesia del Sagrado Corazón y las dependencias monacales, actualmente en rehabilitación. Éstas son de planta rectangular, con un patio central en medio y están distribuidas en planta baja y piso. La fachada principal presenta un portal de arco de medio punto dovelado, con guardapolvo sostenido por ménsulas. En la puerta está grabado el año 1894. El resto de aberturas son rectangulares, con los enmarcados enlucidos. Las del piso presentan unas molduras de color rosado en la parte superior de las ventanas. En la parte superior del paramento hay unas molduras ondulantes del mismo color. La construcción está hecha en piedra de varios tamaños, dispuesta irregularmente.
La iglesia, dedicada al Sagrado Corazón de Jesús, es de una sola nave con capillas laterales y ábside poligonal. Tanto la nave como el ábside están cubiertos por bóvedas de arista sostenidas por finas columnitas adosadas a los muros, y con capiteles decorados. Los arcos torales son apuntados. Las capillas laterales presentan bóvedas apuntadas, al igual que los arcos formeros que se abren a la nave, también apuntados. El corazón, a los pies del templo, está sostenido por una bóveda de arista bastante rebajada, dividida en dos tramos. Una de las claves de bóveda está grabada con la fecha 1925. Las ventanas que iluminan el templo son de arco apuntado. La fachada del templo presenta un portal de arco apuntado moldurado, sostenido por dos columnas con basamento y capiteles decorados. Encima del portal hay una hornacina apuntada y sobre ésta un gran rosetón con dibujo radial. El paramento está coronado por un juego de molduras situado sobre un conjunto de arquetas.

## Historia
El convento fue fundado por Filomena Ferrer y Galzerán, hija del escultor Feliu Ferrer y de Josefa Galzerán. Cuando tenía 19 años ingresó en el monasterio de Monjas Mínimas de Valls; una vez allí, fruto de una revelación, empezó las gestiones para fundar un monasterio en Móra pero murió sin conseguirlo. La fundación en Mora de Ebro, se llevó a cabo 26 años después de su muerte. La primera piedra se colocó el 18 de noviembre de 1883 y el 5 de octubre de 1894 entraban 7 monjas mínimas procedentes del monasterio de Valls. Como testimonio de esta inauguración se puede apreciar en una de las puertas la fecha 1894 remachada sobre la madera. El 5 de junio de 1925 se inauguró el templo anejo, el primer Templo Expiatorio de España, dedicado al culto de reparación y de expiación al Corazón de Jesús.
La guerra civil española interrumpió la vida de la comunidad. El 21 de julio de l936 un pelotón de revolucionarios junto a gente armada y exaltada, exigió la salda de las monjas del monasterio con intención de asesinarlas. Afortunadamente, un vecino del pueblo, también miliciano, impidió que fueran fusiladas las 14 monjas que por entonces componían la comunidad. Estas pudieron refugiarse hasta el final de la guerra cuando retornaron al monasterio que había sufrido grandes destrozos entre ellos el sepulcro de la venerable Filomena. La iglesia monacal sirvió durante un tiempo de parroquia del pueblo de Mora puesto que la Parroquia local (San Juan Bautista) había sido totalmente destruida. 
En septiembre de 1956, se erigió la Federación de los monasterios de las monjas Mínimas de España, siguiendo las indicaciones de S. S. Pío XII había manifestado en la Constitución Apostólica Sponsa Christi. Finalmente, en 2004, se unió con el monasterio erigido en Paula, ciudad natal del Fundador y de la misma Orden, para formar una sola comunidad.